# Baklava
Baklava (/ba.klaː.ʋa, bɑːkləˈvɑː, ˈbɑːkləvɑː, bəˈklɑːvə/ (escucharⓘ)) es un pastel elaborado con una pasta de pistachos o nueces trituradas, distribuida en una masa filo y bañado en almíbar o jarabe de miel. Existen diversas variedades que incorporan avellanas y almendras, entre otros frutos secos.
Fue uno de los dulces más populares de la gastronomía otomana. Puede encontrarse con diferentes nombres en la gastronomía turca, iraní y árabe, así como la gastronomía de otros países del Levante, Armenia, el Magreb, Grecia, el subcontinente Indio y los Balcanes.

## Historia
Aunque la historia del baklava no está muy bien documentada, su forma actual probablemente tiene su origen en las cocinas imperiales del Palacio de Topkapi de actual Estambul durante el siglo XV. Esta temprana versión del baklava se cocinaba solo para ocasiones especiales, siendo de hecho considerado históricamente una comida para las clases acomodadas hasta mediados del siglo XIX, siendo notorio que, por ejemplo, los sultanes presentaban bandejas de baklava a los jenízaros el 15.º día de Ramadán, en una ceremonia llamada Baklava Alayı.
Las tres principales hipótesis para el origen preotomano del baklava apuntan a la placenta (un postre romano), la tradición túrquica de postres a capas y el lauzinaj árabe. Existen también fuentes que le dan un origen asirio a la baklava, asumiendo que ya se preparaba en el siglo VIII a. C. También existen similitudes con el gastris (γάστρις), el kopte sesamis (κοπτὴ σησαμίς), y el kopton (κοπτόν); postres de la antigua Grecia mencionados en el tomo 14 del Deipnosophistae. Sin embargo, Perry muestra que aunque los gastris contenían un relleno de nueces y miel, no incluían masa, sino una mezcla de miel y sésamo similar al pasteli o halva moderno. También muestra evidencias de que las capas de masa fueron creadas por los turcos en Asia central y argumenta que el "enlace perdido" entre las capas de masa (que no incluye nueces) y la moderna masa hojaldrada (o pasta filo) con la pasta de nueces que constituyen el moderno baklava, es el alimento azerbaiyano Baki pakhlavası. Buell argumenta que la palabra «baklava» es de origen mongol, y menciona una receta en un libro de cocina chino escrito en 1330, bajo la dinastía Yuan.
En la cocina griega, las capas de masa que lo forman son tradicionalmente 33, en referencia a los años de vida de Cristo.

## Preparación

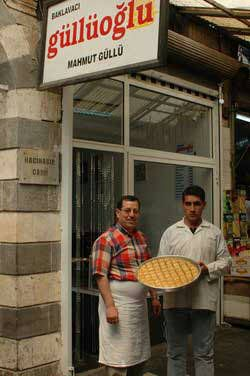
Tienda de dulces en Antep, la ciudad turca famosa con su baklava.

Varias láminas de masa filo se barnizan con mantequilla derretida y se esparce el pistacho o nuez picada sobre ellas. Sobre esta se colocan otras láminas de masa filo, repitiendo el procedimiento y una vez conseguida la altura necesaria, el pastel se corta en rombos de igual tamaño. La masa filo se humedece con agua, para luego hornear a 180 °C por 40 minutos hasta conseguir el dorado. Se retira del horno y se deja enfriar por 15 minutos. Luego se cubre con almíbar preparado con agua, canela, azúcar y jugo de limón. Se deja reposar durante una hora, hasta que se impregne. El baklava suele servirse acompañado de té o café.

## Denominación de origen
Antep baklavası, o baklava de (la ciudad de Gazi) Antep, se convirtió en el primer producto alimenticio de Turquía en ser reconocido y registrado como una denominación de origen por la Comisión Europea.

## Galería

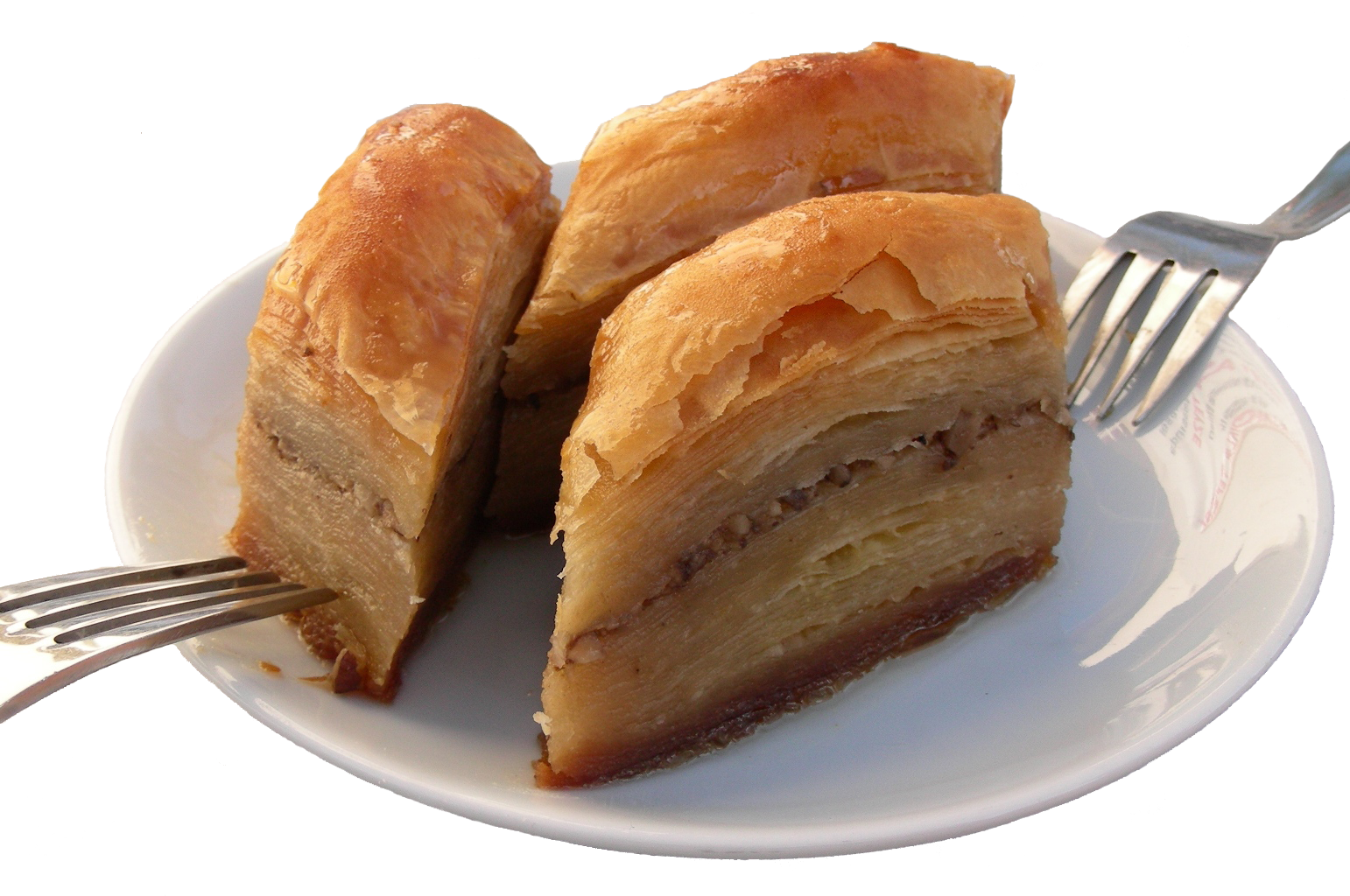
Especialidad del distrito Beypazarı de Ankara, Turquía
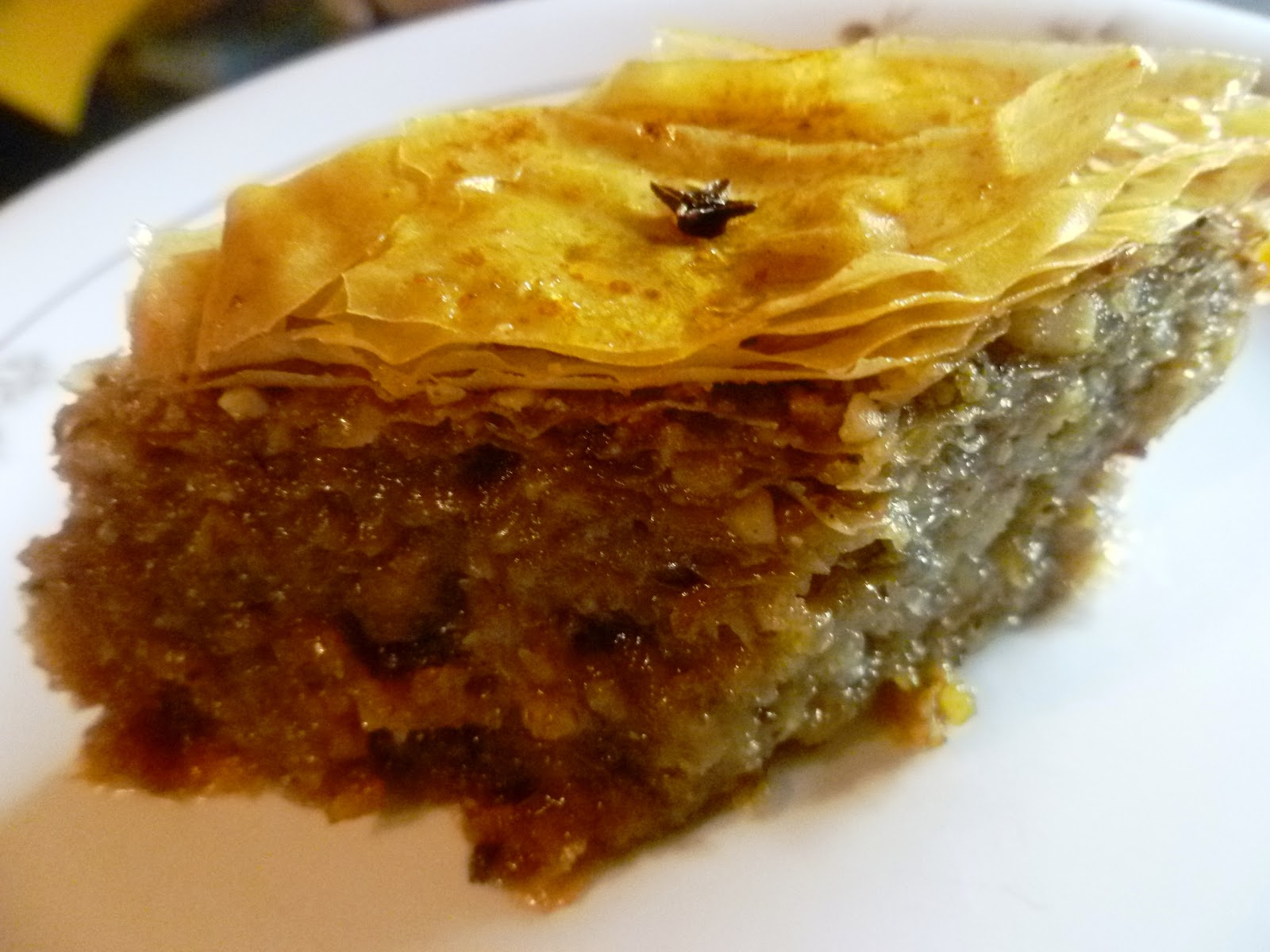
Baklava en Kymi, Grecia
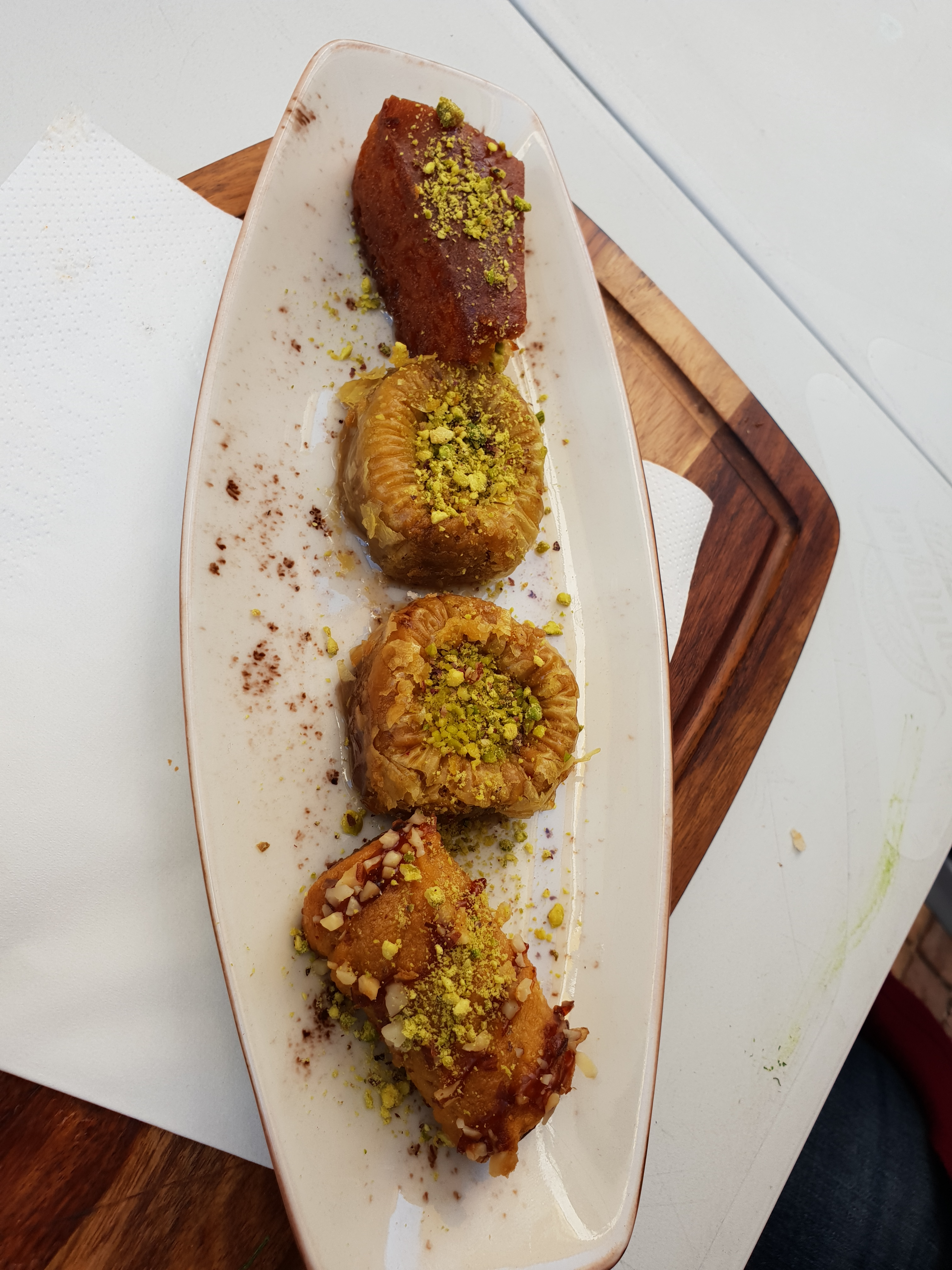
Baklava en Marbella, España
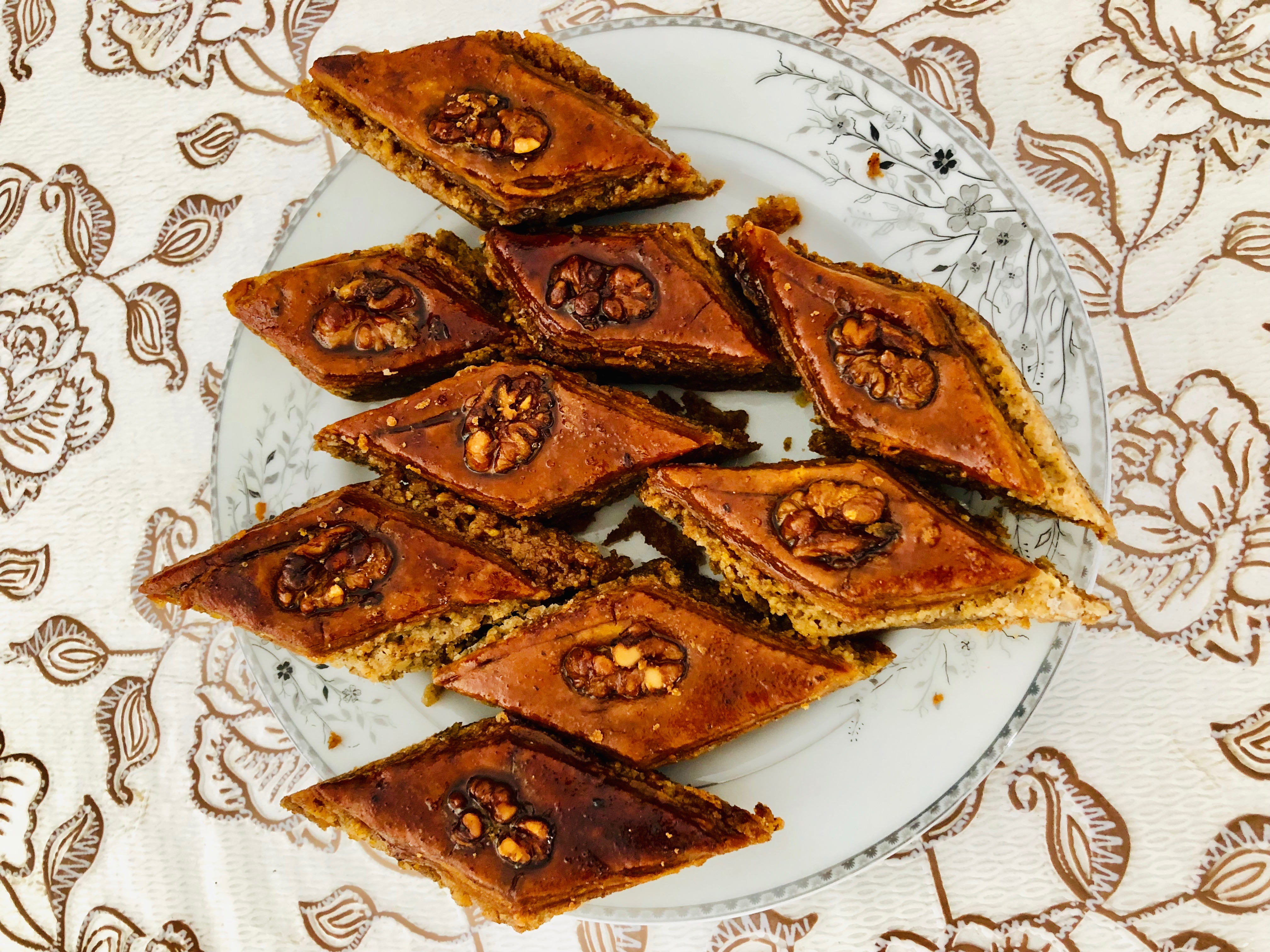
Baklava de Armenia
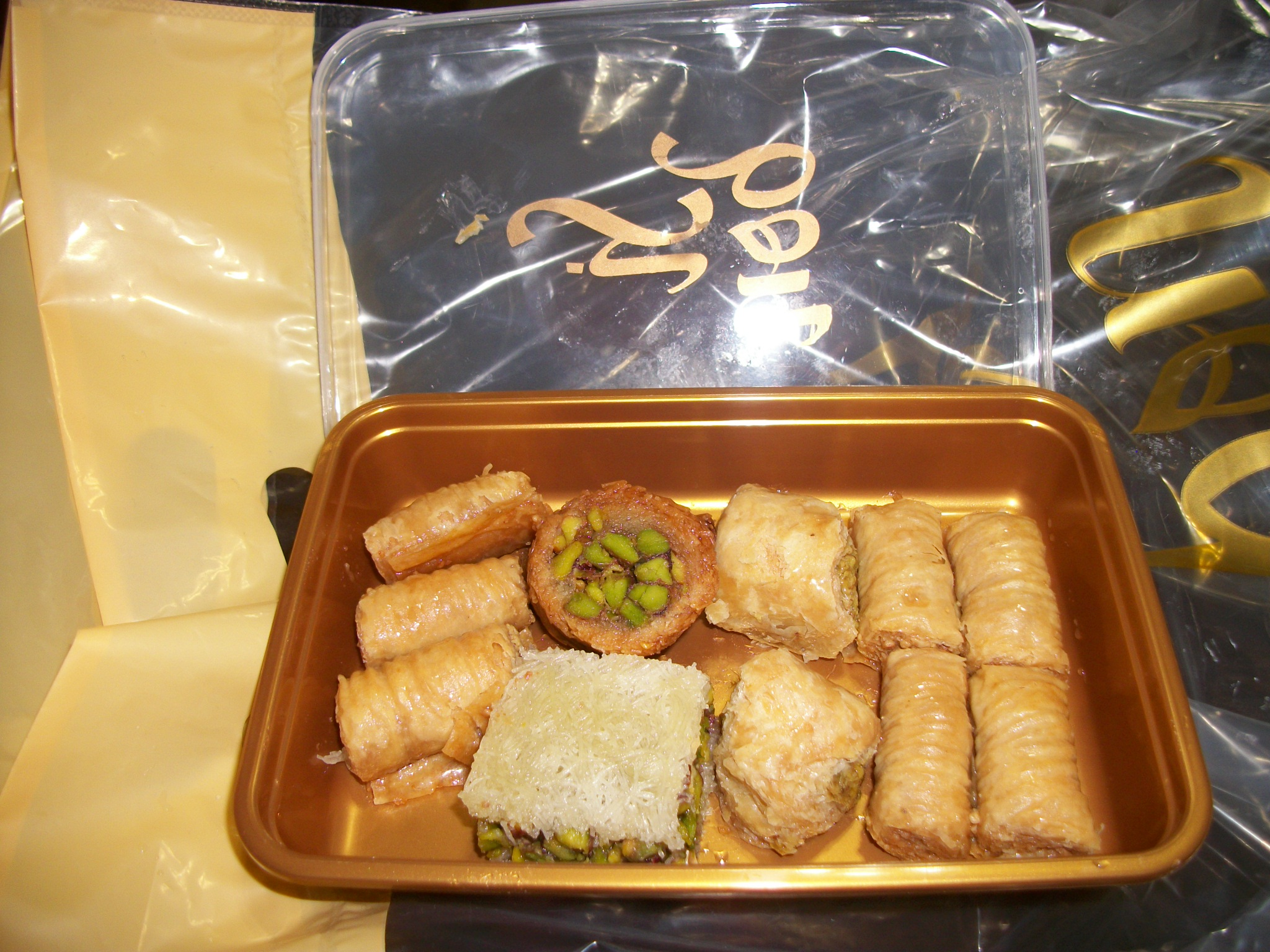
Baklava libaneses